# Gästebuch Alfred & Tekla Hess
Das Gästebuch Alfred u. Tekla Hess (Originaltitel gemäß Deckblatt-Gemälde von Erich Heckel) der Familie des Industriellen, Kunstsammlers und -mäzens Alfred Hess aus dem thüringischen Erfurt gilt als einzigartiges Zeugnis der expressionistischen Kunstszene im Deutschen Reich während der retrospektiv so bezeichneten Zwischenkriegszeit, insbesondere der 1920er Jahre. Das rote Deckblatt des Gästebuches gestaltete Erich Heckel mit einem Aquarell, das wohl um 1920 entstand.

## Zweck und Inhalt
Der Inhalt des Gästebuches ist ein bemerkenswerter Beleg großzügiger Gastfreundschaft und einer privaten Förderung der deutschen Kunstszene, insbesondere einer Kunstrichtung der Moderne, die zeitgenössisch äußerst umstritten war, heute aber international anerkannt und häufig im Millionenwert dotiert ist.
Das im Bauhaus-Archiv in Berlin aufbewahrte zweibändige Original des Gästebuches enthält persönliche Eintragungen bzw. Widmungen von Künstlern und Autoren, die sich in der heute unter Denkmalschutz stehenden Villa des Industriellen, Kunstsammlers und -mäzens Alfred Hess und dessen Ehefrau Thekla, geborene Pauson (1884–1968) sowie deren Sohnes Hans Hess in Erfurt-Brühlervorstadt, in der Richard-Breslau-Straße 14 an der Ecke zur Hohenzollernstraße (heute: Alfred-Hess-Straße), aufhielten.
Die oft mehrtägig oder über Wochen beherbergten Gäste der Familie Hess trugen sich individuell in unterschiedlicher Weise in das Gästebuch ein, bei wiederholten Besuchsaufenthalten manchmal erneut. Dies geschah nicht immer chronologisch, da auch restliche Freiflächen auf bereits teils beschriebenen Seiten genutzt wurden. Teilweise hinterließen die Gäste darin monochrome oder mehrfarbige Zeichnungen und Gemälde. Einige der Künstler wohnten und arbeiteten temporär in der Villa Hess.
Aufgelegt wurde das Gästebuch bereits im Jahr 1907. Thekla Hess erhielt es von ihrem Cousin Siegfried Pauson (1876–1931), dem Neffen ihres Vaters Pankraz (1852–1910), geschenkt. Eintragungen erfolgten zunächst bis zum Jahr 1914, bis es durch den im August jenes Jahres beginnenden Ersten Weltkrieg vorläufig nicht weitergeführt wurde; der Hausherr Alfred Hess befand sich „im Felde“. Dieser kehrte nach Kriegsende äußerlich unversehrt, jedoch mental verändert heim und unterzog sein privates Umfeld einer Revision. Direkt nach der Novemberrevolution wurde das Gästebuch fortgeführt, am 23. Februar 1919 durch Johannes Molzahn.
Die Revision durch Alfred Hess beinhaltete in der Folge zahlreiche Veränderungen des Einrichtungsstils und der Dekoration der Villa Hess. Vom Mobiliar des Historismus der Gründerzeit wechselte das Ehepaar Hess zu echten Antiquitäten, von Kunstwerken des Jugendstils zur Moderne. Künstler des Bauhauses kamen aus Weimar und später aus Dessau in die Villa Hess, auch Mitglieder der Künstlergemeinschaften Die Brücke und Der Blaue Reiter sowie recht viele Kunsthistoriker, Autoren und mindestens ein bekannter Komponist.

## Alphabetisches Verzeichnis der eingetragenen Besucher
Hans Bethge, Martin Buber, Ludwig Curtius, Theodor Däubler, Mutzli Dix, Otto Dix, Herbert Eulenberg, Julie Feininger, Lyonel Feininger, Paul Frankl, Salomo Friedlaender, Werner Gilles, Richard Hamann, Gustav Friedrich Hartlaub, Walter Hasenclever, Erich Heckel, Carl Georg Heise, Hans Hildebrandt, Paul Hindemith, Fritz Huhnen, Johannes Jahn, Hans Jantzen, Jussuff, Ludwig Justi, Walter Kaesbach, Nina Kandinsky, Wassily Kandinsky, Felix Klee, Lily Klee, Paul Klee, Wilhelm Koehler, Else Lasker-Schüler, Lotte Lenya (siehe Kurt Weill), Franz Marc, Maria Marc, Gerhard Marcks, Georg Alexander Mathéy, Johannes Molzahn, Otto Mueller, Emil Nolde, Pan Jen-an, Max Pechstein, Wilhelm Pinder, Heinz Porep (* 1888), Ernst Rathenau, Edwin Redslob, Karl Peter Röhl, Christian Rohlfs, Karl Schmidt-Rottluff, Paul Schubring, Georg Swarzenski, Wilhelm Uhde, Carl Maria Weber, Kurt Weill, Wilhelm Worringer.
Das Gästebuch erfasst jedoch bei weitem nicht alle Gäste der Villa Hess in Erfurt, belegt sind beispielsweise auch der Besuch von Alexej von Jawlensky im Jahr 1922, die Besuche der Söhne des Lyonel Feininger, Andreas, Laurence und Theodor Lukas sowie Gruppen Studierender mit ihren Professoren von kunsthistorischen Instituten umliegender Hochschulen, zu denen beispielsweise Hans Junecke mit seinem Professor Paul Frankl zählte. Mit an Sicherheit grenzender Wahrscheinlichkeit waren auch Alfred Hess’ Kusine Trude Krautheimer-Hess und deren Ehemann Richard Krautheimer zu Gast, denn dazu existiert ein Brief von Krautheimer an seinen Kollegen Harald Keller, der dies nahelegt.
Als interessant stellt sich der Abgleich der Namen mit den drei reformpädagogischen Landerziehungsheimen dar, die Alfred und Thekla Hess’ Sohn Hans besucht hat. In diesen Internaten (Odenwaldschule, Freie Schulgemeinde, Schule am Meer) waren einige Künstler und Kunsthistoriker aus dem Gästebuch als Eltern von Schülern registriert. Es erscheint daher denkbar, dass sich mindestens manche davon diese progressiven Reformschulen für den Besuch durch ihre Kinder gegenseitig empfohlen haben. Der im Gästebuch verzeichnete Carl Maria Weber, Lehrer eines dieser Landerziehungsheime, stand dem Expressionismus nahe.

## Publikation
Mitte der 1950er Jahre entschlossen sich Thekla Hess und ihr Sohn Hans von Großbritannien aus dazu, den interessantesten Teil des Gästebuches der deutschsprachigen Öffentlichkeit zugänglich zu machen. Die kleine Broschüre wurde 1957 erstmals bei Piper veröffentlicht und mehrmals neu aufgelegt. Im Nachwort beschreibt Hans Hess u. a. den Eindruck, den einige der Hausgäste bei ihm hinterlassen haben und vermittelt Lesern ein Bild der damals in der Villa Hess herrschenden Atmosphäre.

## Auszug aus den Eintragungen der Hausgäste
Transkription analog des individuellen Zeilenumbruchs auf den Gästebuchseiten. Die Gästebucheinträge wurden teilweise in Zeichnungen und Gemälde integriert, von denen aus urheberrechtlichen Gründen in diesem Artikel nur wenige dargestellt werden können.
Seite 9:

„Am kürzesten Tage 21 . XII . 22

Gespensterchen, gutartige,

den lieben Freunden ins schöne neue Stammbuch

von ihrem getreuen Maler

Lyonel Feininger“
Seite 10:

„Dem gastlichen Hause u.

der Begeisterung in starken Stunden

23.II.19 Johs. Molzahn“
Seite 11:

„zum Andenken Otto Mueller.“
Seite 12:

„ÜBERRASCHT UND ERFREUT dankt Georg A. Mathéy

4. Okt. 1920“
„Dies ist das einzige Haus, in dem

man schlafen kann, solange man

will und den besten Kaffee

bekommt!

In herzlicher Dankbarkeit für

die freundliche Gastlichkeit

Walter Hasenclever

Erfurt am 14.–15. Dez 1920“
„Neu beschenkt u. neu verwöhnt –

drum sei der Tag hier fest vermerkt

25.2.29 S. Rottluff“
Seite 14:

„Wilhelm Uhde 31 Okt. 21.“

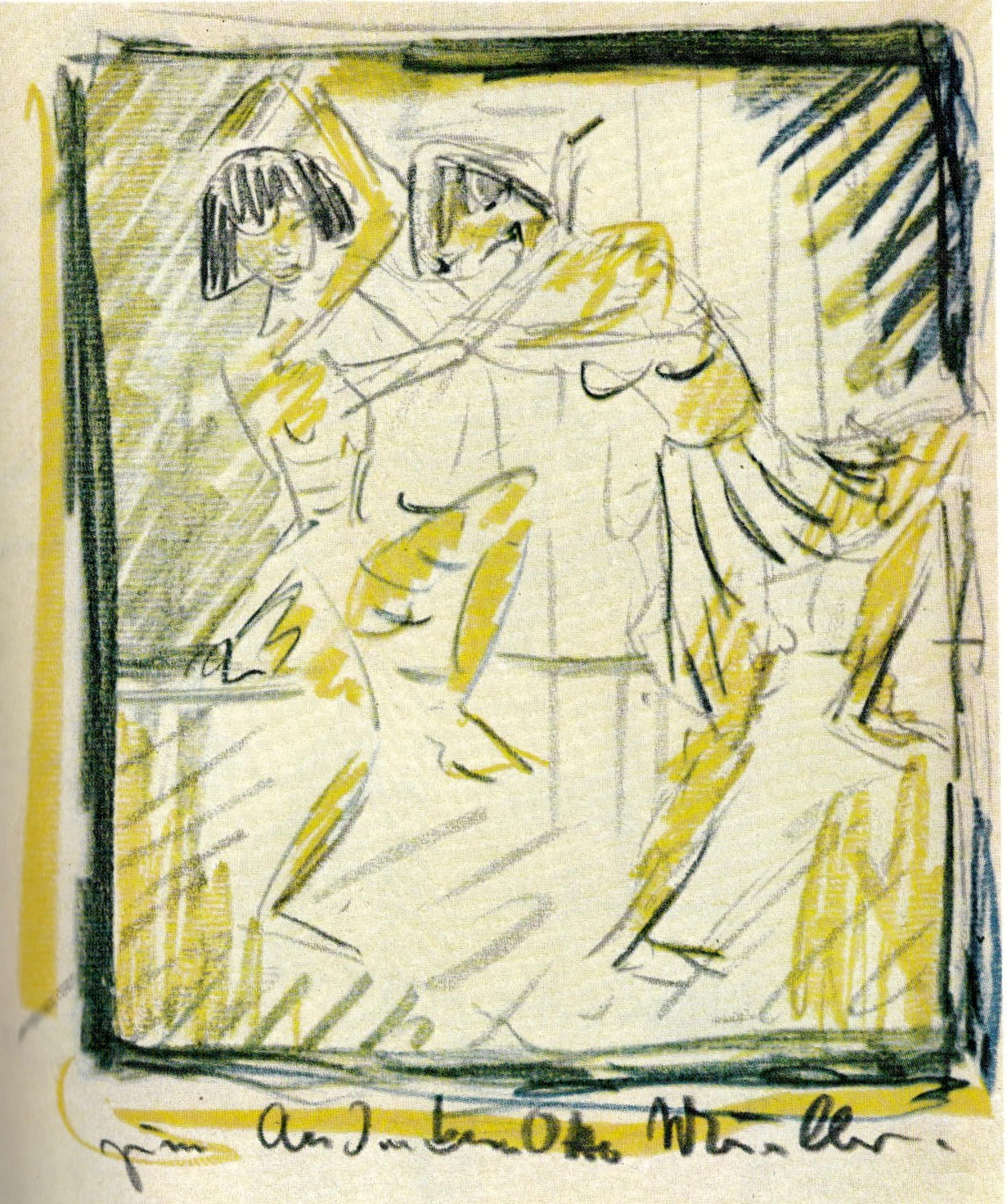
Otto Mueller: Tänzerinnen, Farbstiftzeichnung, ca. 1919

„7. I. 22. Mit vielem Dank Prof. L. Curtius.“
„4.12.20. Richard Hamann“
„29/30 Mai 1920 Ludwig Justi“
„13.10.1929. Hans Bethge“
„29.2.22. Qualität. Paul Frankl.“
„Dr. Ernst Rathenau“
„Wenn jede Stadt ein »Haus Hess«

hätte, so wäre es besser um die Kunst

in Deutschland bestellt!

15.XII.22 Hans Hildebrandt“
Seite 16:

„Prost Neujahr 1931

HM Pechstein“
Seite 16:

[Übersetzung] „Herzlichen Dank für die Einladung

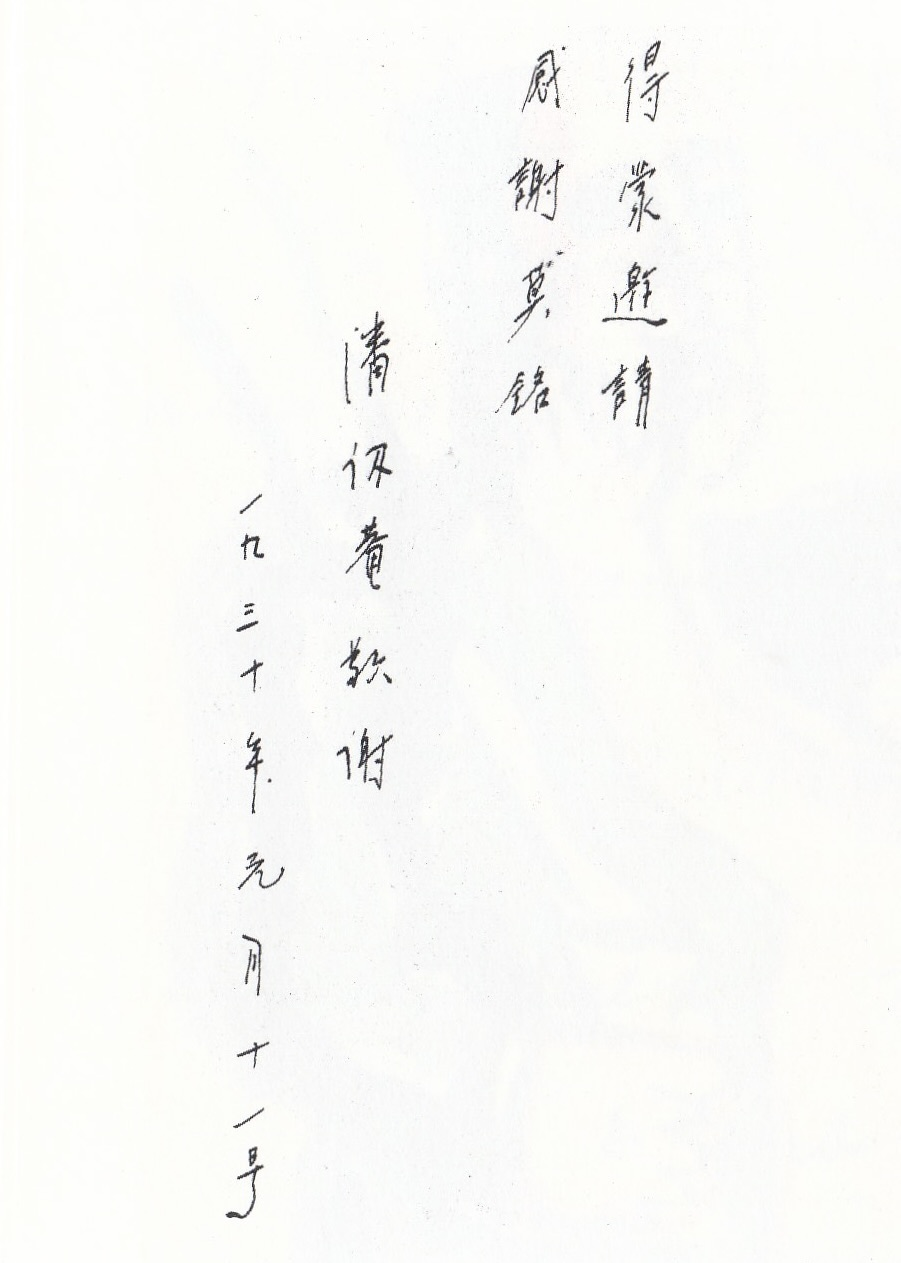
Pan Jen-an: Dank für die Einladung in die Villa Hess in Erfurt, 1929/30

II. Januar 1930 Pan Jen-an“ [in vertikal angeordneten chinesischen Schriftzeichen]
„Von 29 II bis 3 III 1928 ––––

schöne Tage in jeder [Unterstreichung] Beziehung

[Wassily] Kandinsky.“
„herzlichst Nina Kandinsky.“
Seite 18:

„Ich hab ’nen Porep Euch geschenkt

und Ihr habt ihn Euch aufgehängt!

Das ist nun mal des Lebens Lauf –––

man hängt die Bilder statt der

Maler auf –––

Herzlichst! Ihr

Porep

23./10./18.“
„Chr Rohlfs 4/II 20

Zur Erinnerung an wunder

bare

Abende“

„Ach, ja! Helene R[ohlfs].“
Seite 20:

„Und der Haifisch der hat Zähne [mit Text versehene Notation]

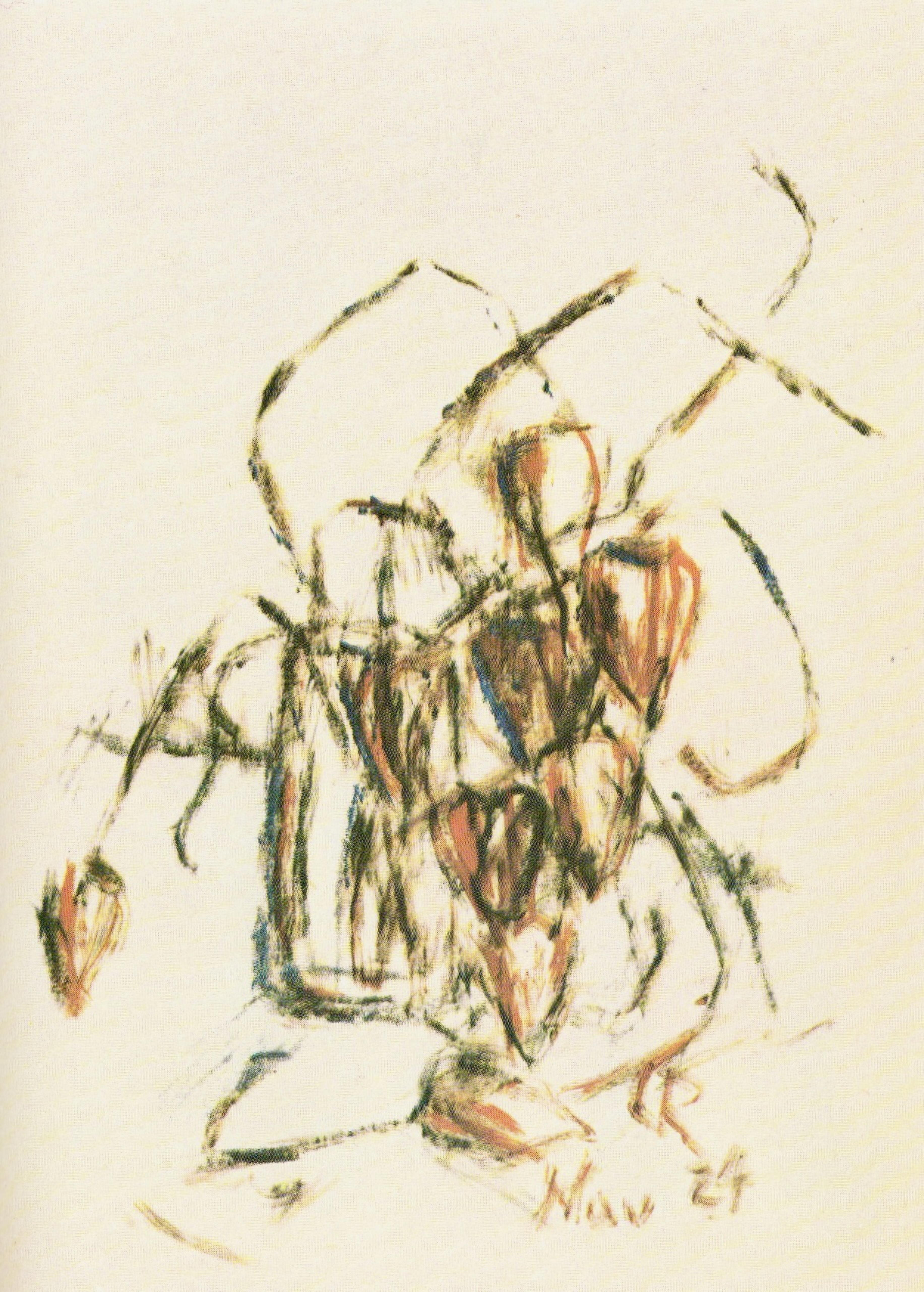
Christian Rohlfs: Personengruppe, Stillleben, 1921

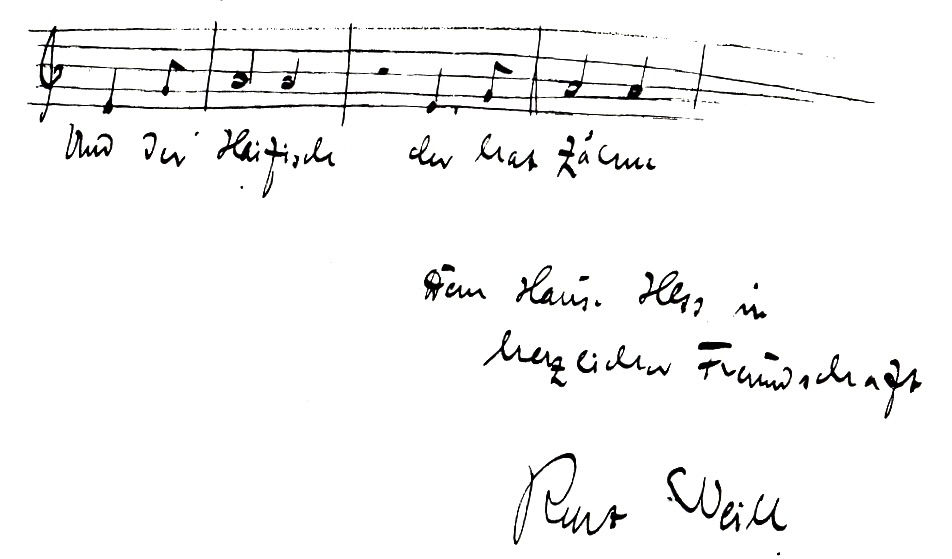
Kurt Weill: Und der Haifisch der hat Zähne, 1929

Dem Haus Hess in herzlicher Freundschaft

Juli 29. Kurt Weill“
„»Is here no telefon?«

Lotte Lenya-Weill“
„Es wird höchste Zeit, dass in diesem Hause,

wo bis jetzt die Maler überwiegen, endlich einmal

die Musiker einziehen. Ich glaube, für die nächsten

Wochen hat man von dieser Sorte genug, nachdem

wir einige Tage hier herrlich aufgehoben waren.

Paul und Gertrud Hindemith

26. I. 28.“
„Carl Maria Weber“
Seite 21:

„Feininger »LEUTE AUF SEESTEG«

Copie, den lieben Freunden gewidmet,

weil sie das Original mochten * * 27.VI.21“
„* * und nicht kriegen konnten!“

Frau Julie.
Seite 22:

„Jussuf Prinz von Theben

wird bald wiederkommen so schön war es

16. April 20 Erfurt

ELS“
„5.–7. Juli 1920 Maria Marc aus Ried“
„Paul Klee

Frau Lily Klee

Felix Klee 9.VI 22“
Seite 24:

„Sonne und Glück

dem lieben Hause

Karl Peter Röhl.

März 1919.“
Seite 26:

„Nach der Hinrichtung am Morgen eine

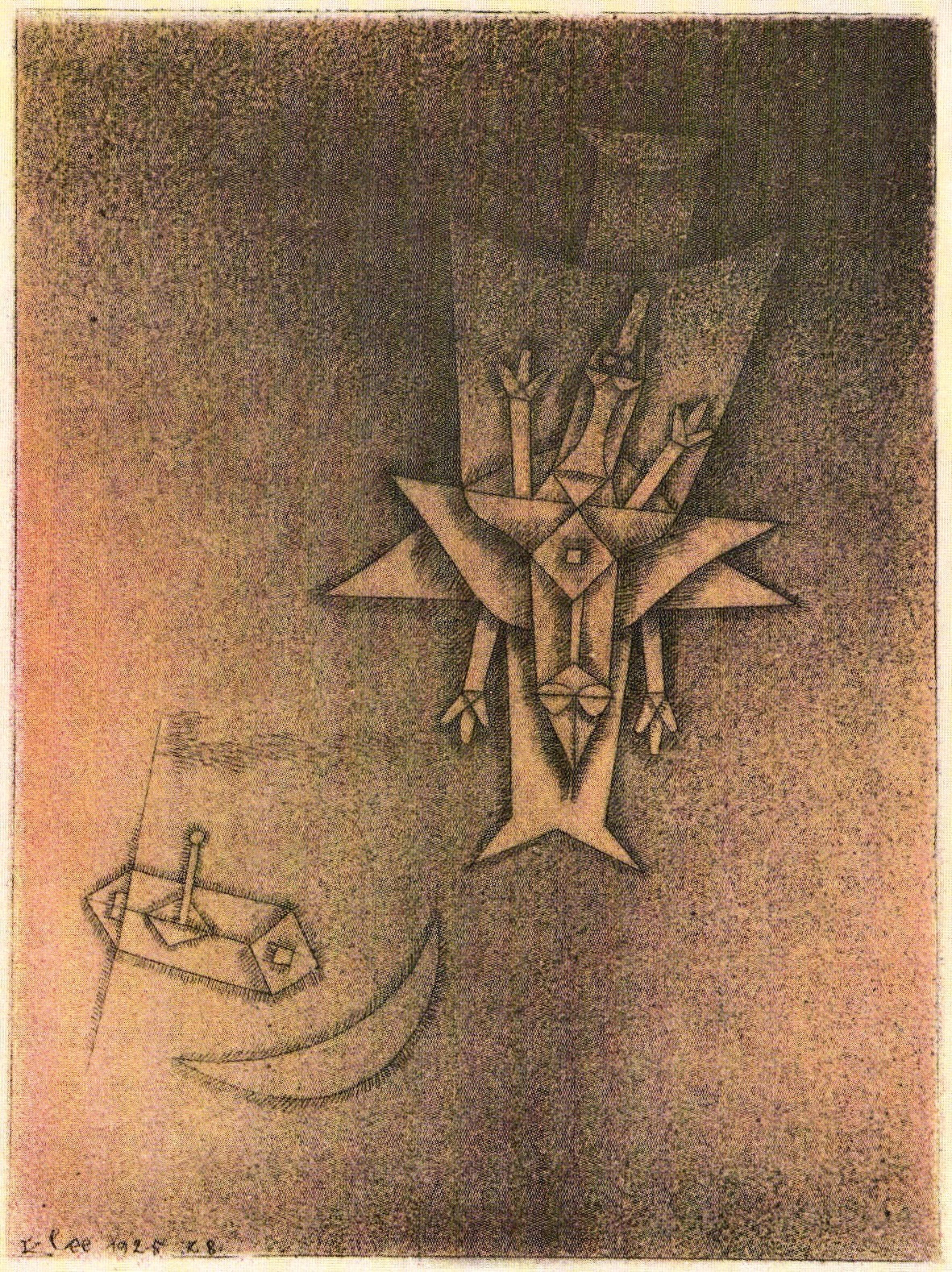
Paul Klee: Kollidierende Vögel, 1922

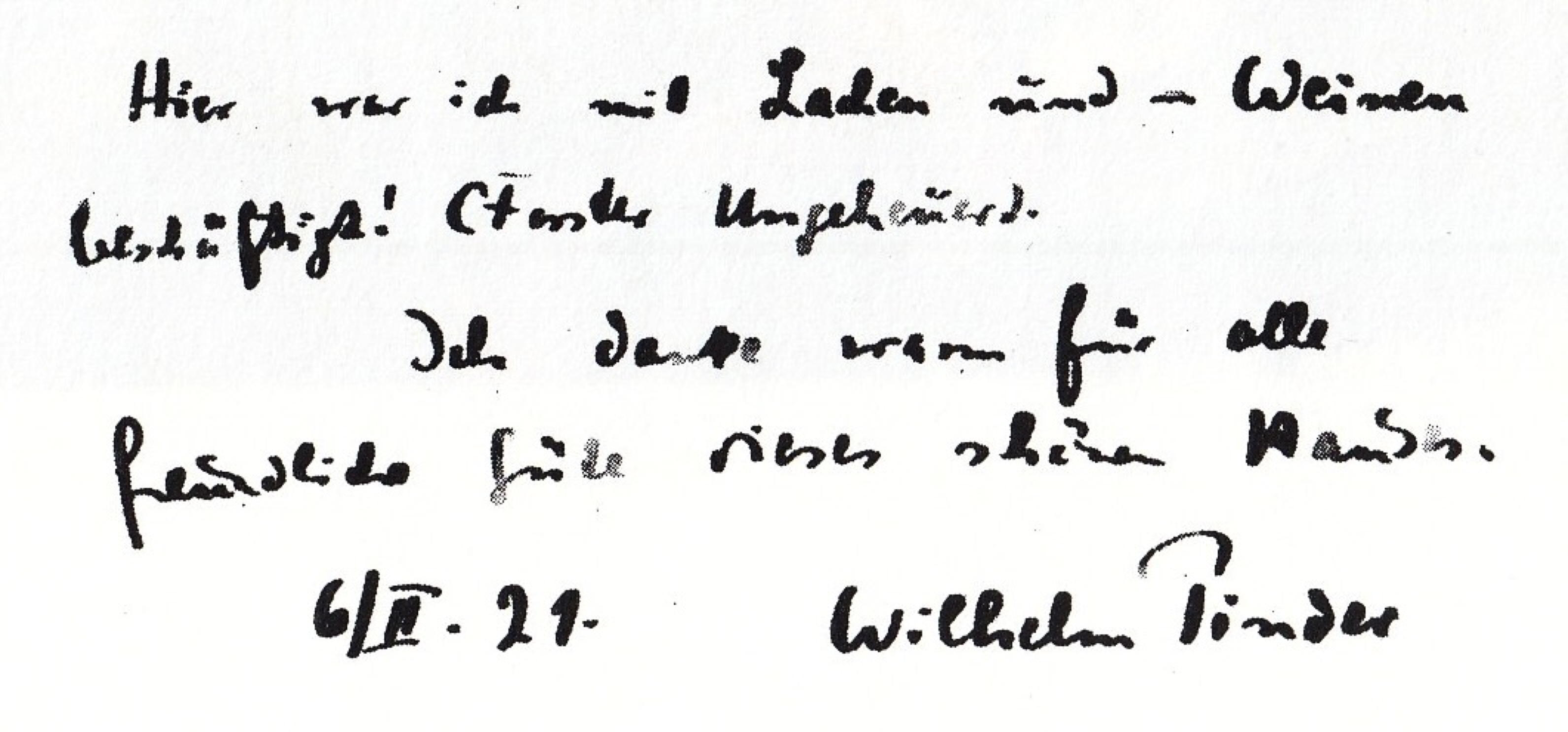
Wilhelm Pinder: Gästebucheintrag 1921

glückliche Auferstehung im kunstfreundlichen Hause Hess!

den 7. Januar 20

Dr. Gustav Hartlaub“
„Mit herzlichem Dank für d. Erquickung

in Erfurts künstlerischer Oase!

Der zweite Hingerichtete

des 7. Januar 1920.

Carl Georg Heise“
„Wiedersehensvorfreude beseelt mich, wenn ich

reise um in Berlin abzubrechen. –––––––––––––

Erfurt, 19. II 20

W. Kaesbach“
„Hier war ich mit Lachen und Weinen

beschäftigt! (Forster Ungeheuer).

Ich danke warm für alle

freundliche Güte dieses schönen Hauses.

6/II. 21. Wilhelm Pinder“
Seite 28:

„»Error veritate simplicior«

17 April 1921

S. Friedlaender

(Mynona).“
„Ein dankbarer Eisenbahner-

streikgewinnler verzeichnet

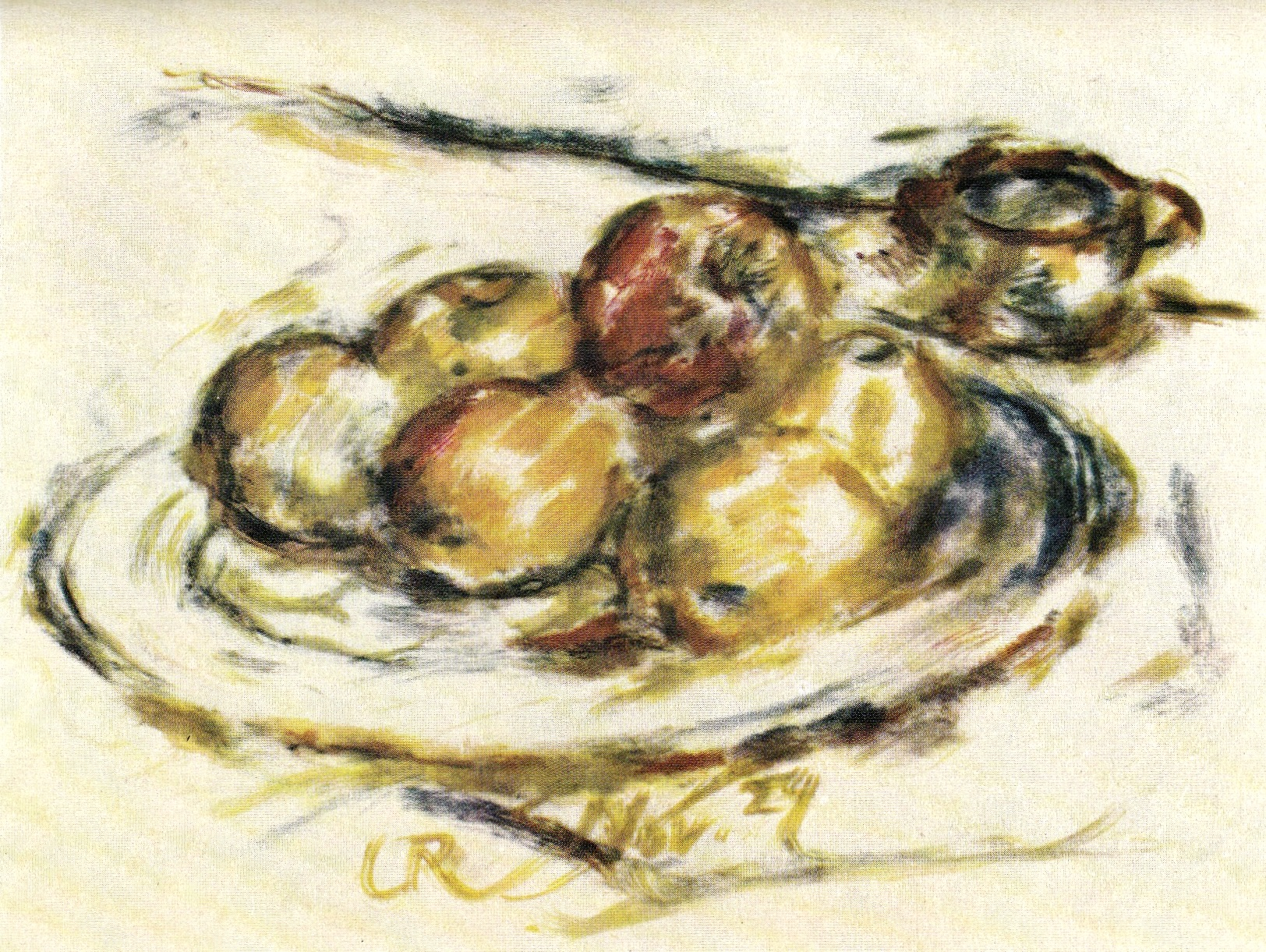
Christian Rohlfs: Früchte, Stillleben, 1929

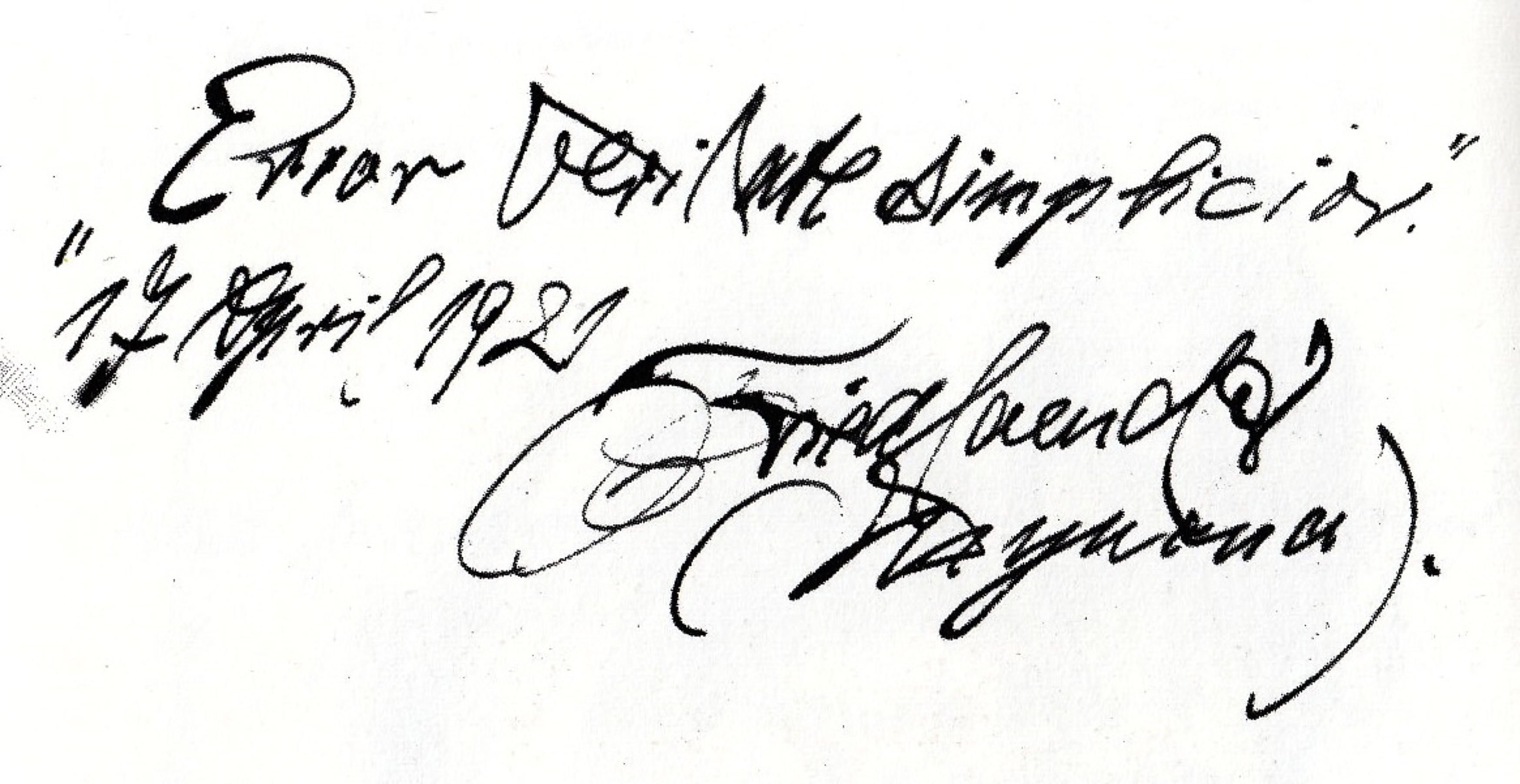
Salomo Friedlaender: Gästebucheintrag 1921

sich mit Freuden in dieser Galerie bedeutender

Zeitgenossen.

W. Worringer

5/II. 22“
„Mit herzlichem Dank für den schönen Kunst-

genuß

H. Jantzen

11.3.21“
Seite 29:

„Sonntag 6. April bis Charfreitag 18. April 1919

geschlafen, gesättigt, geraucht, getrunken, wohl gefühlt

HM Pechstein“
Seite 30:

„Martin Buber I. XII. 28“
„Die Ruhe aber schafft des Menschen

kühnes Handeln!

Theodor Däubler

16. II. 21.“
„Herzlichen Dank

Gerhard Marcks

26.10.20“
„Wohl steh ich schon im neuen Buch

Doch bleibt’s für uns beim Alten –

So wollen wir’s für alle Zeit

Mit unsrer Freundschaft

halten!

27. XI. 22

Edwin Redslob“
Seite 31:

„von Montreux

nach Berlin,

Zwischenstation

im wohlbekannten

Hause

13. Okt. 1922

HM Pechstein“
Seite 32:

„O weh! nun hab’ ich den

Eid gebrochen! aber schön

war’s doch!

Lyonel Feininger

21. VI 21“
„Herrn Hess mit innigem Dank

Fritz Huhnen 23. Juni 23“
Seite 32:

„Glückliches Neujahr!

Lyonel Feininger

d. 31. Dez. 1919

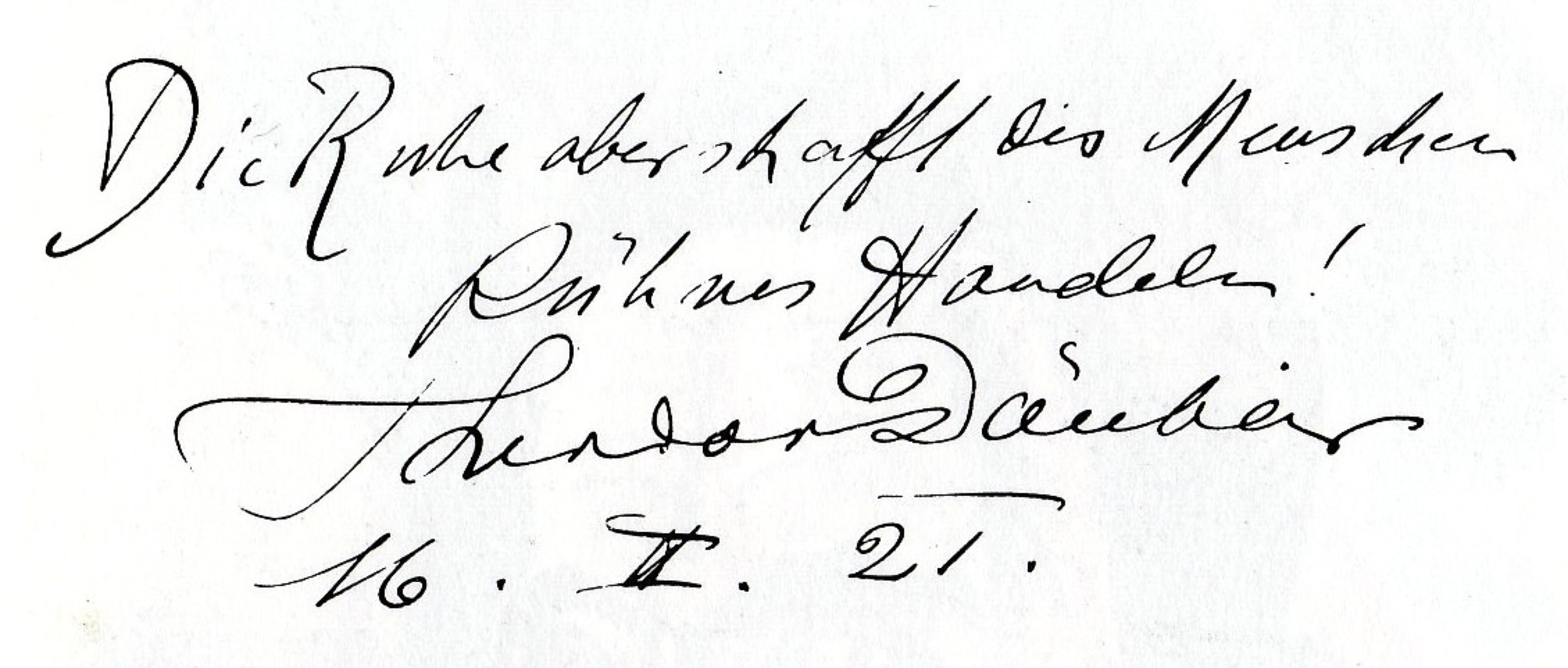
Theodor Däubler: Gästebucheintrag, 1921

Die letzte Zeichnung dieses Jahres!“
Seite 34:

„Ausbesserungsarbeiten ständiger Grund

sich in Erfurt verwöhnen zu lassen.

23.–25. Jan. 24 Erich Heckel“
Seite 35:

„KEMENATE T. A. H.

APRIL 1920. Herzlichst

T. A. u. Erich Heckel“
Seite 36:

„Dem Hause voll Bilder in Freundlichkeit dauernd gedenkend

Emil Nolde u. seiner Frau.“
„Vielen Dank für den schönen Nachmittag

Werner Gilles, Februar 1920“
„Herbert Eulenberg.

Im Sommer 1927“
„Otto Dix.“
„+ Mutzli Dix“
Seite 37:

„Vor Athen muß ich Ihnen

nun aufs Allerherzlichste danken für die Cigarren

und hoffe ich recht sehr, daß Sie verstehen, es ist

nicht die Gleichgültigkeit, welche mich so lange schweigen

ließ. Eben prasselt mir der Gewitterregen aufs Papier,

dessen Kommen ich vorausahnend, mich zum Schreiben

niedersetzte, anstatt zu arbeiten. Jetzt aber

verspreche ich Ihnen eher ein Lebenszeichen zu geben

und hoffe ich dass es Ihnen, Ihrem werten Herrn

Gemahl und Sohn gut ergeht und sende

die besten Grüße unter Blitz und

Donnerkrachen von Haus zu Haus

ergebenst

Ihr HM Pechstein“
Seite 38:

„4. Mai 1922

Wie immer, so auch

jetzt habe ich

mich äußerst

wohl hier

gefühlt

HM Pechstein“

## Hörfunk
- Alfred Hess – Ein jüdischer Kunstmäzen aus Erfurt, Hörfunkbeitrag des Deutschlandfunks vom 15. Dezember 2021, 8:42 Minuten.